# Escrow
Az escrow egy szerződéses megegyezés, ahol egy harmadik fél pénzt vagy más értéket fogad és folyósít az elsődleges felek között úgy, hogy a tranzakció teljesülése a felek által közösen elfogadott feltételek megvalósulásának függvénye. A kifejezés az ófrancia escroue szóból ered, jelentése papírdarab, vagy pergamen.

## Típusok
Az escrow általában a tranzakciós feleket képviselő harmadik fél által kezelt pénzre utal. Többnyire céges részvények vásárlásához használják. Az egyesült államokbeli ingatlanpiacon a legelterjedtebb (főleg jelzálognál használják, ahol a jelzálogtársaság létrehoz egy escrow számlát, hogy ingatlanadót és biztosítást fizessenek a jelzálogkötvény idejére).

### Escrow számla
Az escrow számla az elkülönített számlák egyik fajtája, lényegében a bankszámla-tulajdonos szabad rendelkezése alól kikerült pénzeszközök
nyilvántartására szolgáló bankszámla, amely az elkülönítés tartalma alatt csak meghatározott célra használható.

### Internetes escrow
Az internetes escrow az internetes aukciók és kereskedelem kezdete óta van jelen. Egyike volt többek közt azon fejlesztéseknek, amelyek lehetővé tették a kölcsönös bizalom létrejöttét az online szférában.